# Čermná nad Orlicí
Čermná nad Orlicí (en allemand : Tscherma an der Adler) est une commune du district de Rychnov nad Kněžnou, dans la région de Hradec Králové, en Tchéquie. Sa population s'élevait à 1 054 habitants en 2022.

## Géographie
Čermná nad Orlicí est arrosée par la Tichá Orlice, un affluent de l'Orlice, et se trouve à 7 km au sud-ouest de Kostelec nad Orlicí, à 27 km au sud-est de Hradec Králové et à 122 km à l'est de Prague.
La commune est limitée par Zdelov au nord, par Kostelec nad Orlicí et Kostelecké Horky à l'est, par Plchovice, Choceň et Újezd u Chocně au sud, et par Horní Jelení et Borohrádek à l'ouest.

## Histoire
La première mention écrite de la localité date de 1342.

## Administration
La commune se compose de quatre sections :
- Číčová
- Korunka
- Malá Čermná
- Velká Čermná

## Galerie

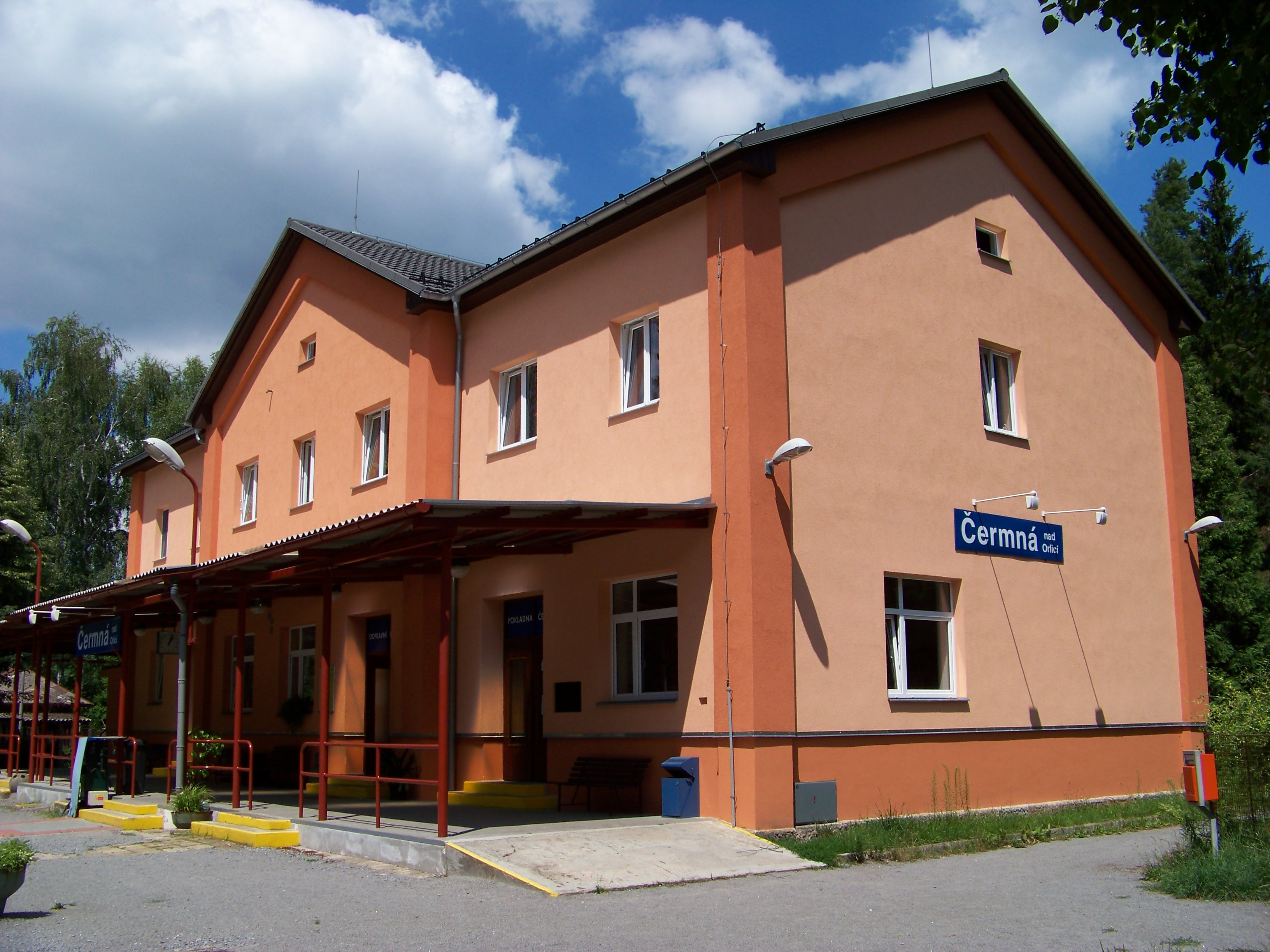
Čermná nad Orlicí : gare ferroviaire.
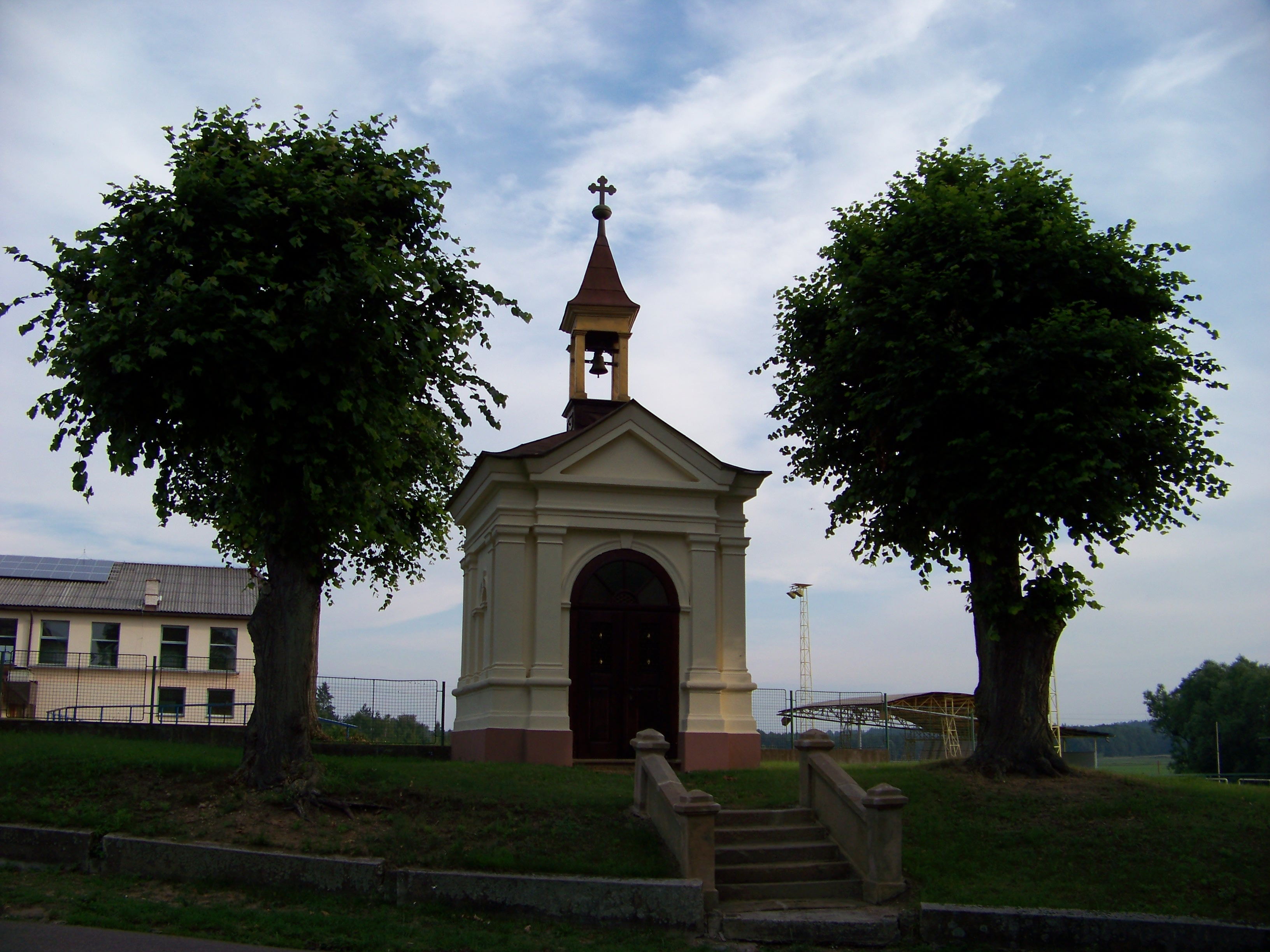
Malá Čermná nad Orlicí : chapelle.

## Transports
Par la route, Čermná nad Orlicí se trouve à 4 km de Borohrádek, à 21 km de Rychnov nad Kněžnou, à 32 km de Hradec Králové et à 144 km de Prague. 